# Jerzy Prószyński
Jerzy Prószyński est un arachnologiste polonais né en 1935.
Il travaille au muséum de Varsovie et à l'institut de zoologie de l'Académie des sciences de Pologne à Varsovie. Il est spécialiste des araignées de la famille des Salticidae.

## Taxons nommés en son honneur
- Nesticella proszynskii (Lehtinen & Saaristo, 1980)
- Zodariellum proszynskii (Nenilin & Fet, 1985)
- Laufeia proszynskii Song, Gu & Chen, 1988
- Salticus proszynskii Logunov, 1992
- Euophrys proszynskii Logunov, Cutler & Marusik, 1993
- Clubiona proszynskii Mikhailov, 1995
- Proszynskiana Logunov, 1996
- Evarcha proszynskii Marusik & Logunov, 1998
- Marpissa proszynskii Biswas & Begum, 1999
- Philates proszynskii (Zabka, 1999)
- Heliophanus proszynskii Wesolowska, 2003

## Quelques taxons décrits
- Aelurillus catherinae Prószyński, 2000
- Bavia fedor Berry, Beatty & Prószyński, 1997
- Bavia sonsorol Berry, Beatty & Prószyński, 1997
- Burmattus Prószyński, 1992
- Burmattus pachytibialis Prószynski & Deeleman-Reinhold, 2010
- Chrysilla deelemani Prószyński & Deeleman-Reinhold, 2010
- Cosmophasis arborea Berry, Beatty & Prószyński, 1997
- Cosmophasis lami Berry, Beatty & Prószyński, 1997
- Cosmophasis muralis Berry, Beatty & Prószyński, 1997
- Cosmophasis valerieae Prószyński & Deeleman-Reinhold, 2010
- Cytaea carolinensis Berry, Beatty & Prószyński, 1998
- Cytaea koronivia Berry, Beatty & Prószyński, 1998
- Cytaea nausori Berry, Beatty & Prószyński, 1998
- Cytaea ponapensis Berry, Beatty & Prószyński, 1998
- Cytaea rai Berry, Beatty & Prószyński, 1998
- Cytaea vitiensis Berry, Beatty & Prószyński, 1998
- Evarcha reiskindi Berry, Beatty & Prószyński, 1996
- Flacillula nitens Berry, Beatty & Prószyński, 1997
- Ghumattus Prószyński, 1992
- Ghumattus primus Prószyński, 1992
- Habrocestoides Prószyński, 1992
- Habrocestoides bengalensis Prószyński, 1992
- Habrocestoides indicus Prószyński, 1992
- Hakka Berry & Prószyński, 2001
- Havaika Prószyński, 2002
- Havaika arnedoi Prószyński, 2008
- Havaika beattyi Prószyński, 2008
- Havaika berlandi Prószyński, 2008
- Havaika berryorum Prószyński, 2008
- Havaika ciliata Prószyński, 2008
- Havaika gillespieae Prószyński, 2008
- Havaika gressitti Prószyński, 2008
- Havaika jamiesoni Prószyński, 2002
- Havaika kahiliensis Prószyński, 2008
- Havaika kauaiensis Prószyński, 2008
- Havaika kraussi Prószyński, 2008
- Havaika mananensis Prószyński, 2008
- Havaika mauiensis Prószyński, 2008
- Havaika oceanica Prószyński, 2008
- Havaika tantalensis Prószyński, 2008
- Heliophanillus Prószyński, 1989
- Heliophanoides Prószyński, 1992
- Imperceptus Prószyński, 1992
- Imperceptus minutus Prószyński, 1992
- Iranattus Prószyński, 1992
- Iranattus rectangularis Prószyński, 1992
- Jajpurattus Prószyński, 1992
- Jajpurattus incertus Prószyński, 1992
- Katya Prószyński & Deeleman-Reinhold, 2010
- Katya florescens Prószyński & Deeleman-Reinhold, 2010
- Katya ijensis Prószyński & Deeleman-Reinhold, 2010
- Katya inornata Prószyński & Deeleman-Reinhold, 2010
- Lakarobius Berry, Beatty & Prószyński, 1998
- Lakarobius alboniger Berry, Beatty & Prószyński, 1998
- Ligurra opelli Berry, Beatty & Prószyński, 1997
- Madhyattus Prószyński, 1992
- Madhyattus jabalpurensis Prószyński, 1992
- Menemerus arabicus Prószyński, 1993
- Orissania Prószyński, 1992
- Orissania daitarica Prószyński, 1992
- Palpelius trigyrus Berry, Beatty & Prószyński, 1996
- Pellenes hadaensis Prószynski, 1993
- Plexippoides Prószyński, 1984
- Plexippoides potanini Prószyński, 1984
- Rafalus Prószyński, 1999
- Rafalus christophori Prószyński, 1999
- Rafalus feliksi Prószyński, 1999
- Rafalus karskii Prószyński, 1999
- Rafalus wittmeri (Prószyński, 1978)
- Similaria enigmatica Prószyński, 1992
- Sobasina aspinosa Berry, Beatty & Prószyński, 1998
- Sobasina coriacea Berry, Beatty & Prószyński, 1998
- Sobasina cutleri Berry, Beatty & Prószyński, 1998
- Sobasina magna Berry, Beatty & Prószyński, 1998
- Sobasina paradoxa Berry, Beatty & Prószyński, 1998
- Sobasina platypoda Berry, Beatty & Prószyński, 1998
- Sobasina sylvatica Edmunds & Prószyński, 2001
- Sobasina yapensis Berry, Beatty & Prószyński, 1998
- Thorelliola dumicola Berry, Beatty & Prószyński, 1997
- Udvardya Prószyński, 1992
- Xenocytaea Berry, Beatty & Prószyński, 1998
- Xenocytaea anomala Berry, Beatty & Prószyński, 1998
- Xenocytaea daviesae Berry, Beatty & Prószyński, 1998
- Xenocytaea maddisoni Berry, Beatty & Prószyński, 1998
- Xenocytaea triramosa Berry, Beatty & Prószyński, 1998
- Xenocytaea zabkai Berry, Beatty & Prószyński, 1998
- Yaginumaella Prószyński, 1979
- Yaginumaella hyogoensis Bohdanowicz & Prószyński, 1987
- Yaginumaella medvedevi Prószyński, 1979
- Yaginumaella senchalensis Prószyński, 1992